# Angela White

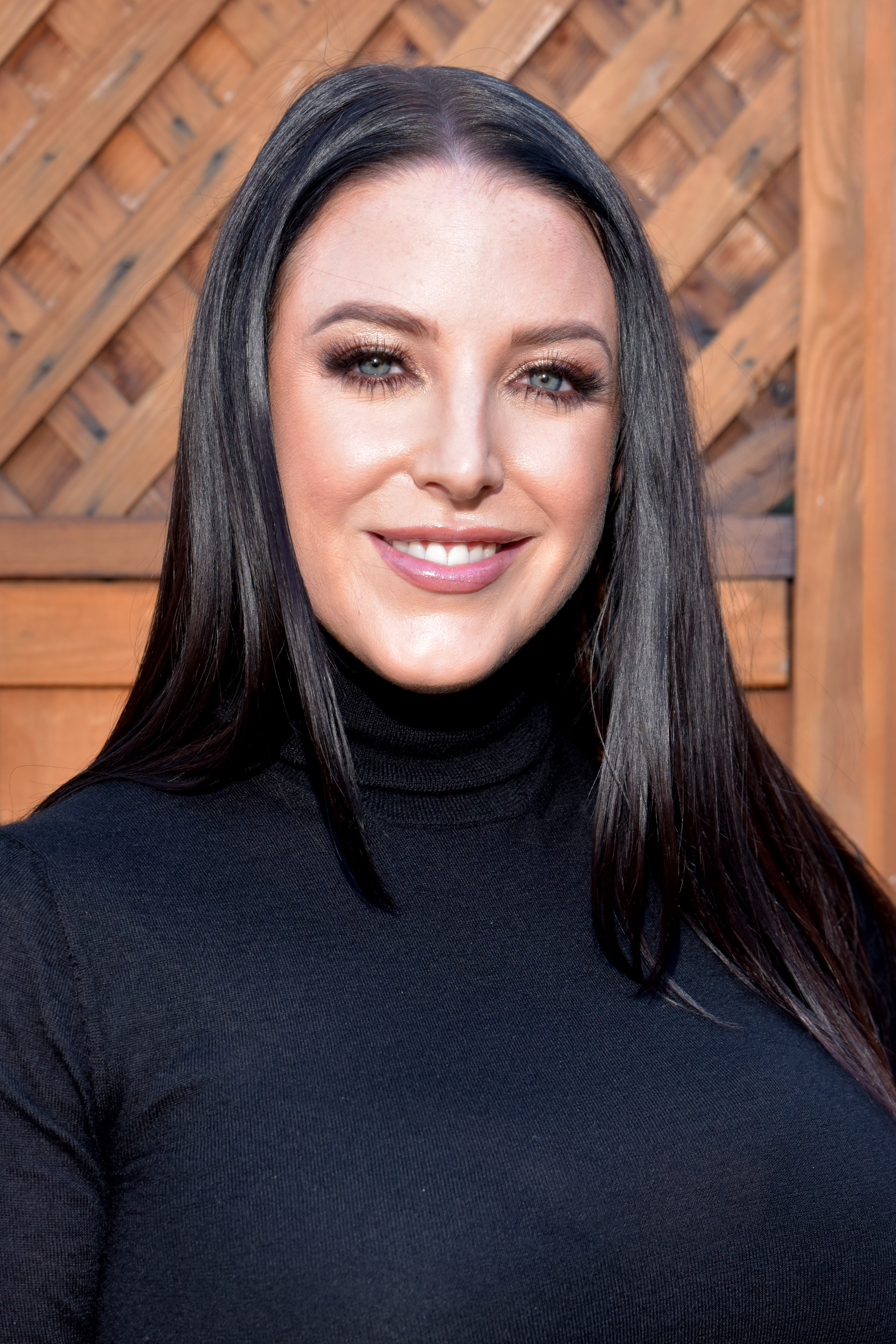
Angela White (2019)

Angela Gabrielle White (* 4. März 1985 in Sydney) ist eine australische Pornodarstellerin und Pornofilm-Regisseurin. White erhielt 2010 einen Universitätsabschluss und bewarb sich im selben Jahr für ein politisches Amt. 2018 gewann sie als erste Nicht-US-Bürgerin seit 13 Jahren den AVN Female Performer of the Year Award. In den Jahren 2019 und 2020 konnte sie den Preis erneut gewinnen und wurde damit zur ersten Darstellerin überhaupt, die den Preis dreimal gewann.

## Universitäre Laufbahn
2007 begann White ein Gender-Studies-Studium an der Universität Melbourne, welches sie 2010 mit einem first class honours degree abschloss. Ihre Abschlussarbeit, auf dem Niveau einer Masterarbeit, trug den Titel The Porn Performer: The Radical Potential of Pleasure in Pornography und setzt sich vor allem mit der Selbstwahrnehmung australischer Pornodarstellerinnen und ihren Erfahrungen in der Branche auseinander. Die Arbeit wurde 2017 in von White überarbeiteten Auszügen offiziell publiziert. Außerdem ist sie in unregelmäßigen Abständen als Gastdozentin an Universitäten tätig.
2014 gab White an, nach ihrer Karriere ihre universitäre Laufbahn fortsetzen zu wollen und einen Ph.D. anzustreben. Sie wolle dabei ihre qualitativen Studien zu den Erfahrungen von Pornodarstellerinnen weiter ausweiten.

## Karriere als Darstellerin
Als sich White mit 14 Jahren zum ersten Mal einen Porno ansah, fasste sie den Entschluss, später selbst einmal in der Pornoindustrie zu arbeiten. Sie begann ihre Karriere im Jahr 2003 und hat seitdem mehrere Preise gewonnen. Ihre erste Szene wurde von dem Studio Score gedreht, nachdem sie gerade 18 Jahre alt geworden war. Ihre erste Szene mit einem männlichen Darsteller drehte sie 2011 für die DVD Angela White Finally Fucks. White versteht es als ein politisches Statement, dass sie ihre Filme unter ihrem bürgerlichen Namen produziert und kein Pseudonym nutzt. Der Dreh von Pornos sei für sie schlicht nichts, für das man sich schämen müsse.
Im November 2013 startete White ihre offizielle Website. Der Termin, zu dem die Website online ging, verzögerte sich unter anderem aufgrund der strikten Gesetzeslage in Australien bezüglich der Verbreitung von Filmen, die für Erwachsene bestimmt sind. Später wurden White und Jessa Rhodes zusammen als offizielle „Trophy Girls“ für die 2014 XBIZ Awards benannt. Im Oktober 2014 unterzeichnete White einen Vertriebsvertrag mit Girlfriends Films, um Filme herauszubringen.
Im September 2016 gab White in einem Interview mit XBIZ bekannt, dass sie in die USA gezogen sei und einen Vertrag mit der Agentur Spiegler Girls geschlossen habe, um Filme für die Studios Brazzers, Naughty America und Jules Jordan zu drehen. Seit Oktober 2021 arbeitet sie exklusiv mit Brazzers zusammen.
Im April 2017 war White Gastgeberin der XRCO Awards Show in Los Angeles an der Seite von Eva Lovia. Im Jahr 2017 drehte sie außerdem insgesamt mehr als 120 Szenen und gewann mehrere AVN Awards. Im Januar 2018 präsentierte White zusammen mit dem Comedian Aries Spears und dem Webcam-Model Harli Lotts zudem die Zeremonie zur Verleihung der AVN Awards.
Im März 2013 erlitt White bei Dreharbeiten eine Appendizitis. Sie wurde umgehend in ein Krankenhaus eingeliefert und operiert. Die von Drehpartner Keiran Lee geäußerte Befürchtung, sein Penis habe beim Drehen diesen medizinischen Zwischenfall verursacht, bestätigte sich allerdings nicht.

## Andere Medienauftritte

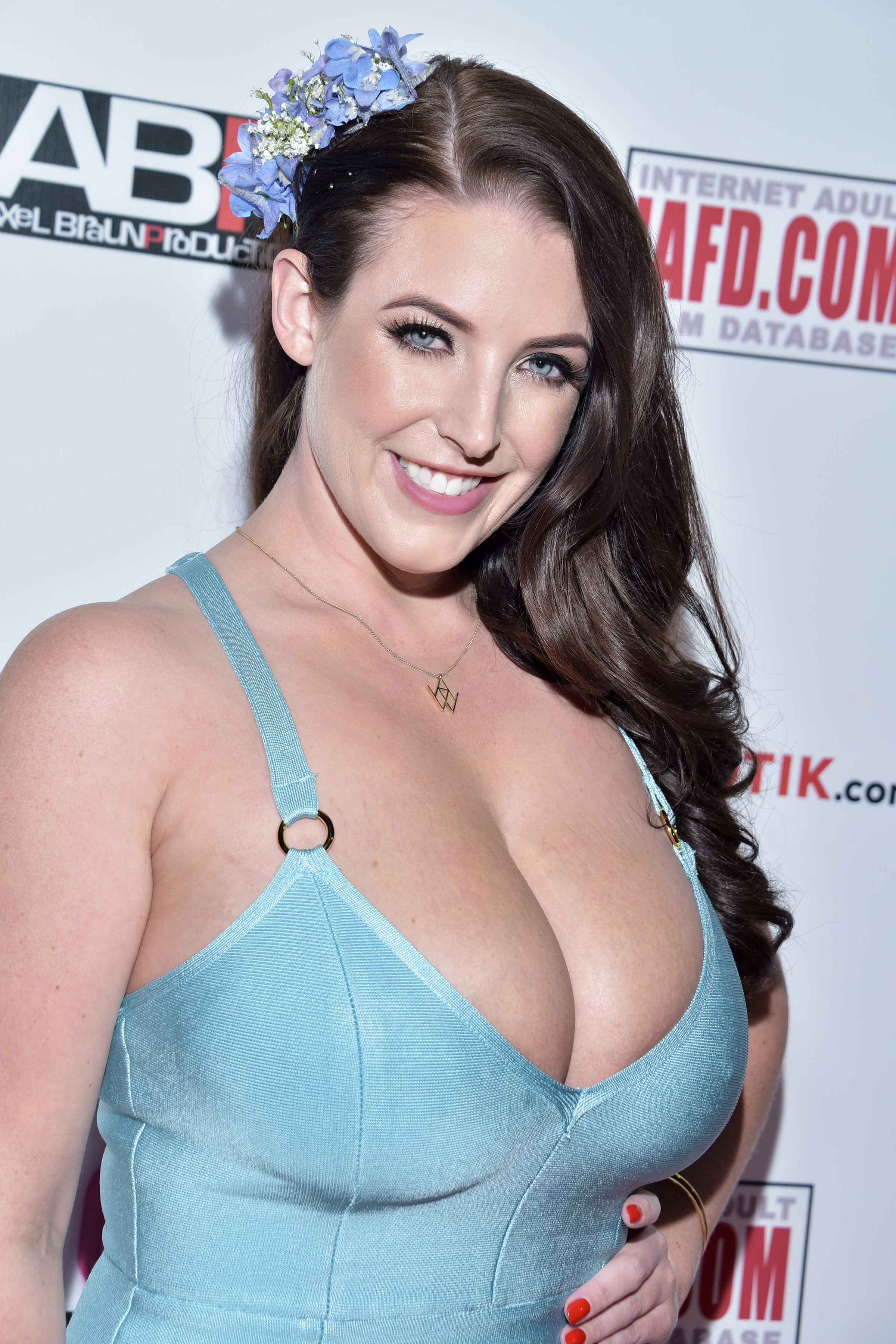
Angela White (2017)

Im Jahr 2007 feierte White ihr TV-Debüt in der australischen Comedy-Serie Pizza. Im September 2013 wurde sie von der australischen Nachrichtensendung The Feed bei einer Erotikmesse begleitet.
Ebenfalls 2013 trat White in The Vagina Diaries, einer Dokumentation über operative Eingriffe an den Schamlippen auf. Die Darstellerin stellte klar, dass sie nicht in dem Film spreche, weil sie sich selbst bereits einem solchen Eingriff unterzogen habe. Ihr Auftritt sei vielmehr dadurch begründet, dass oftmals der Vorwurf laut würde, Pornografie verbreite falsche Schönheitsideale bezüglich der Form von Vulven, ein Vorwurf, den White für unbegründet hält.
Darüber hinaus wurde im Mai 2015 eine Kurzdoku mit dem Titel The Porn Identity über Angela White gedreht. In der US-amerikanischen Miniserie Mrs. Fletcher sieht sich die Protagonistin kurz einen Clip von Angela White an.

## Politisches Engagement
White selbst bezeichnet sich als Feministin und bezieht des Öfteren öffentlich Stellung für Menschen, die Sexarbeit verrichten. Nach eigener Aussage hatte sie im Porno-Business zum ersten Mal das Gefühl, dass ihr eher „kurviger“ Körper positiv repräsentiert wird. Für White ist das Drehen pornografischer Filme zwar ein durchaus extremer, aber dennoch legitimer Weg zu Body Positivity. Sie geht außerdem davon aus, dass die Porno-Industrie nur männlich dominiert ist, weil das Ausleben weiblicher Sexualität immer noch gesellschaftlich stigmatisiert wird.
Im Jahr 2010 bewarb sich White als Kandidatin der Australian Sex Party bei den Wahlen zum Parlament von Victoria. Sie erreichte dabei einen Stimmenanteil von 2,9 %. Die Kandidatur erfolgte laut White allerdings nicht in der Hoffnung, einen Sitz im Parlament zu erhalten. Vielmehr wollte sie einen Sieg ihrer Konkurrentin Kathleen Maltzahn, die sich wiederholt für das Verbot von Bordellen aussprach, verhindern. Während des Wahlkampfes sorgte White für Aufsehen, als sie DVDs ihrer Filme an den Generalstaatsanwalt Rob Hulls schickte, um eine Reduktion der Regulierung von pornografischen Hardcore-Filmen zu erreichen.
2013 waren White und ihre Kollegin Zahra Stardust die ersten Personen Australiens, die einmal für ein politisches Amt kandidiert hatten und dann eine Sexszene zusammen drehten.

## Auszeichnungen
- 2007 Score Magazine’s Voluptuous Model of the Year[23]
- 2011 Score Magazine’s Hardcore Performer of the Year[23]
- 2015 XBIZ Award Adult Site of the Year (Performer)[24]
- 2016 AVN Award Best All Girl Group Sex Scene[25]
- 2016 AVN Award Best Oral Sex Scene[25]
- 2016 AVN Award Best All Girl Movie Angela Loves Women[25]
- 2016 XBIZ Award All Sex Series of the Year Angela[26]
- 2016 XBIZ Award Foreign Female Performer of the Year[26]
- 2016 XBIZ Award Adult Site of the Year (Performer)[26]
- 2016 XRCO Award Best Gonzo Release Angela 2[27]
- 2016 NightMoves Award Best Boobs (Editor’s Choice)[28]
- 2017 AVN Award Best Continuing Series Angela Loves ...[29]
- 2017 AVN Award Best Gonzo Movie Angela Loves Gonzo[29]
- 2017 AVN Award Most Amazing Sex Toy Angela White Fleshlight[29]
- 2017 XBIZ Award Gonzo Series of the Year Angela Loves …[30]
- 2017 XRCO Award Best Girl/Girl Series Angela Loves Women
- 2017 XRCO Award Best Gonzo Series Angela Loves ...
- 2017 DVDEROTIK Award Female Performer of the Year[31]
- 2017 NightMoves Award Best All-Girl Release (Editor's Choice) Angela Loves Women 2
- 2017 NightMoves Award Best Boobs (Fan's Choice)
- 2018 XRCO Award Female Performer of the Year[32]
- 2018 AVN Award Female Performer of the Year[33]
- 2019 AVN Award Female Performer of the Year
- 2019: XRCO Award Female Performer of the Year[34]
- 2019 NightMoves Award Best Boobs (Editor's Choice)
- 2020 AVN Award: Female Performer of the Year[35]
- 2020 AVN Award: Best Leading Actress (Perspective)[35]
- 2020 AVN Award: Favorite Female Porn Stars (Fan’s Choice)[35]
- 2020 AVN Award: Social Media Star (Fan's Choice)[35]
- 2020 AVN Award: Best All-Girl Group Sex Scene (I Am Riley mit Riley Reid und Katrina Jade)[35]
- 2020 AVN Award: Best Gangbang Scene (Angela White: Dark Side mit Markus Dupree, Mick Blue, Steve Holmes, Jon Strong und Jon Jon)[35]
- 2020 AVN Award: Best Group Sex Scene (Drive mit Autumn Falls, Alina Lopez, Lena Paul und Manuel Ferrara)[35]
- 2020 NightMoves Award – Best Actress (Fan’s Choice)[36]
- 2021 AVN Award: Best Actress – Featurette
- 2021 AVN Award: Social Media Star (Fan’s Choice)
- 2021 AVN Award: Favorite Female Porn Star (Fan’s Choice)
- 2021 AVN Award: Most Spectacular Boobs (Fan’s Choice)[37]
- 2021: XRCO Award – Personal Favorite[38]
- 2021: XRCO Award – Awesome Analist
- 2022: XBIZ Award — Premium Social Media Star of the Year[39]
- 2022: AVN Award – Favorite Female Porn Star (Fan’s Choice)[40]
- 2022: AVN Award – Most Spectacular Boobs (Fan’s Choice)
- 2022: AVN Award – Social Media Star (Fan’s Choice)
- 2022: PornHub Awards – Top Big Tits Performer[41]
- 2022: PornHub Awards – Nicest Tits (Fan Voted Award)[41]
- 2023: AVN Award – Favorite Female Porn Star (Fan's Choice)[42]
- 2023: AVN Award – Favorite Porn Star Creator (Fan's Choice)[42]
- 2023: AVN Award – Most Spectacular Boobs (Fan's Choice)[42]
- 2023: Venus Award als Beste Darstellerin international
- 2025: AVN Award – Favorite Female Porn Star[43]
- 2025: AVN Award – Best Foursome/Orgy Scene in 20 For 20 (zusammen mit Cherie DeVille, Alexis Fawx, Monique Alexander, Luna Star, Ryan Reid, Gal Ritchie, Queenie Sateen, Kira Noir,  Kayley Gunner, Abigaiil Morris, Lily Lou, JMac, Manuel Ferrara, Mick Blue, Keiran Lee, Van Wylde, Alex Jones, Ricky Johnson, Scott Nails, Hollywood Cash & Isiah Maxwell)[43]

## Filmografie (Auswahl)
- 2011: Angela White Finally Fucks
- 2013: Cumgasm 2
- 2014: 050 Angela White X Phoenix Marie
- 2014–2015: Angela 1–2
- 2015: 058 Angela White X Chanel Preston
- 2015: 062 Angela White X Kristina Rose
- 2015: 064 Angela White X James Deen
- 2015: 067 Angela White X Toni Ribas X Mr Pete
- 2015: 085 Angela White X Johnny Castle
- 2015: Kelly and Angela
- 2015: Kelly Madison's World Famous Tits 11
- 2015: Angela's Bikini Bangeroo
- 2015–2017: Angela Loves Women 1–3
- 2015–2016: Angela Loves Men 1–2
- 2015–2017: Angela Loves Threesomes 1–2
- 2016: American Daydreams 22097
- 2016: Angela Loves Anal
- 2016: Angela Loves Gonzo
- 2016: Buxom Angela's Raw Private Date
- 2016: Buxom Aussie's Dirty Talking POV Fuck
- 2016: Chasing That Big D
- 2016: Chiropractor 1
- 2016: Lena Gets Her Groove Back
- 2016: Raw 28
- 2016: Dirty Talk 5
- 2017: Angela White X Karlee Grey E127
- 2017: Awakening
- 2017: Breast Worship 5
- 2017: Bra Busters 8
- 2017: Angela Loves Anal
- 2017: Angela 3
- 2017: Angela White Is Titwoman
- 2017: The Altar of Aphrodite
- 2017: Hardcore Threesomes
- 2017: Karlee and Angela In Natural Tits Spit Edition
- 2017: Perfect Pair Live
- 2017: POV Jugg Fuckers 7
- 2017: Spa Day
- 2017: Swallowed 8
- 2018: Angela Loves Anal 2
- 2018: Big Wet Tits 17
- 2018: Xander’s World Tour (Webserie, 1 Episode)
- 2018: Kianna Dior: Busty Asian Cum Slut 4
- 2018: Oil Explosion 3
- 2018: After Dark
- 2018: Natural Beauties 9
- 2018: Angela by Darkko
- 2018: I Am Angela
- 2018: In the Room
- 2018: Watching My Hotwife 4
- 2018: The Bombshells 8
- 2019: The Weight of Infidelity
- 2019: Big Wet Interracial Tits 4
- 2019: Angela White Darkside
- 2019: (A) for Anal
- 2019: Perfect Anal
- 2019: Surprise Proposal
- 2019: Lesbian Cheating Wives
- 2019: Supernaturally Stacked
- 2019: Large Naturals
- 2019: Anal Glory 2
- 2019: Drive
- 2019: Bubble Butt Anal Slut 5
- 2019: Perspective
- 2019: Angela White: Dark Side
- 2019: The Dentist Trilogy
- 2019: Angela Loves Women 5
- 2019: Private Lesbian Instructor
- 2019: Horny Housewives 7
- 2019: RK Prime 19
- 2019: Overworked Titties 7
- 2019: Relieving the Pressure
- 2019: Busty Petite 6
- 2019: Tushy Raw 1
- 2019: Dirty Masseur 16
- 2019: Sexiest US Pornstars
- 2019: Cheeky Sense of Humor
- 2020: Tonight’s Girlfriend 88
- 2020: DP Masters 7
- 2020: Breast Nation 2
- 2020: Performers of the Year 2020
- 2020: Illicit Affairs 2
- 2020: Swallowed.com 40
- 2020: Busty Wife Fantasies 2
- 2020: Open for Anal
- 2020: Breast Nation
- 2020: True Lesbian
- 2020: Evil Curves
- 2020: Shape of Beauty 4
- 2020: ASMR Fantasy
- 2020: Body Sliding
- 2020: World of BangBros: Big Tit Interracials
- 2020: Immersion Therapy
- 2020: Angel Invades America
- 2020: Sexual Education 7
- 2020: When Girls Play 11
- 2020: Cuck My Life and Fuck My Wife
- 2020: Oil for Days
- 2020: Bubble Butt Anal Slut 6
- 2020: Lesbian Roommates 2
- 2020: Sure Feels Right
- 2020: Big Naturals 45
- 2020: She’s My Daddy
- 2020: Lesbian Revenge 3
- 2020: Under the Bed 2
- 2020: Exposure
- 2020: Black Is Better 9
- 2020: Brazzibots: Uprising
- 2020: Dark Mirror
- 2020: Climax
- 2021: Anal Savages 7
- 2021: Angela and Violet Gag On a Big One
- 2021: Angela Loves Anal 3
- 2021: Angela Loves Threesomes 3
- 2021: Angela White: POV BJ + Sloppy Tit Fuck
- 2021: Built For Speed
- 2021: Eat Me
- 2021: Flesh Hunter 15
- 2021: Florentine 1
- 2021: In Bed with the Ex
- 2021: Striptease with Voluptuous Angela White
- 2021: Take Control
- 2022: A to ZZ
- 2022: Anal Savages 8
- 2022: Angela's Airtight DP
- 2022: Angela White Savage Deepthroat Pool Fuck
- 2022: Dominuru
- 2022: Sex Without Love
- 2022: Sexually Rated Programming: Blowbang
- 2022: Voluptuous Stunners Angela White and Karlee Grey
- 2022: Welcome to White's Ward 3
- 2023: Angela White and Violet Myers Share A Cock
- 2023: Angela White Squirting And Getting Drilled By Maximo Garcia
- 2023: Angela White : Unbound 1
- 2023: Angela White : Unbound 2
- 2023: Angela White : Unbound 3
- 2023: Angela White : Unbound 4
- 2023: Blowbangs
- 2023: Frisky Fishnet Fucking
- 2023: Late Night Sex with Angela White
- 2023: Nice Car Want to Fuck
- 2023: Wet and Wild Asses 13
- 2024: Angela White and Rara Knupps Share A Stranger Pov
- 2024: New Year's Smash
- 2024: Perfect Pairing's Dream Threeway